# Sh2-109
Sh2-109 est un vaste complexe de nébuleuses en émission visible dans la constellation du Cygne.
Il ressemble à un système complexe de filaments nébuleux de différentes épaisseurs immergés dans une portion de la Voie lactée particulièrement riche en champs d'étoiles. Sa position s'étend de l'étoile δ Cygni à Sadr (γ Cygni), et jusqu'à la nébuleuse du Croissant, traversant une grande partie de la zone centrale de la constellation du Cygne. Bien que ces filaments soient invisibles avec de petits outils, ils se révèlent assez facilement sur les photos en pose longue, notamment grâce à des filtres dédiés. Un grand champ est nécessaire à leur récupération, car l'étendue de la nébuleuse atteint 18°.
Etant donné sa déclinaison modérément boréale, Sh2-109 peut être facilement observé surtout depuis les régions situées dans l'hémisphère boréal. À partir des latitudes moyennes, il est très haut dans le ciel, surtout les soirs d'été. Depuis l'hémisphère sud, il n'est observable dans son intégralité qu'à des latitudes inférieures à 50°S. La période propice à son observation dans le ciel du soir se situe entre les mois de juin et de décembre pour l'hémisphère nord, tandis qu'à partir de l'hémisphère sud cette période se réduit à mesure que l'on arrive à des latitudes plus élevées.
Sh2-109 est un système nébuleux composé de plusieurs régions H II uniques, toutes situées à une distance moyenne d'environ 1 400 pc (∼4 570 al). Elles reçoivent le rayonnement ionisant de plusieurs étoiles appartenant à plusieurs associations OB, toutes situé dans un volume de quelques centaines de parsecs autour du grand système de nébuleuse moléculaire de Cygnus X, parmi lesquels se distinguent notamment Cygnus OB2, Cygnus OB3 et Cygnus OB9. Parmi les objets physiquement liés à Sh2-109, il y aurait également la nébuleuse planétaire NGC 6881, qui a une forme quadrangulaire en raison de la présence de deux jets bipolaires disposés selon deux orientations différentes, et la source de rayonnement infrarouge IRAS 20293+4007,.